# 나이지리아의 경제
나이지리아의 경제는 제조업, 금융, 서비스, 통신, 기술 및 엔터테인먼트 부문이 확대되는 중산층, 혼합 경제 및 신흥 시장이다. 명목 국내총생산(GDP) 기준으로 세계 27위, 구매력 평가 기준으로 24위다. 나이지리아는 아프리카에서 가장 큰 경제 규모를 자랑한다. 나이지리아는 2013년에 다시 부상한 제조업 부문이 대륙에서 가장 커졌으며 서아프리카 아대륙을 위한 상품과 서비스의 상당 부분을 생산하고 있다. 또한 GDP 대비 부채비율은 2019년 기준 16.075%이다.
나이지리아의 구매력 평가(PPP) GDP는 2000년 1,700억 달러에서 2012년 4,510억 달러로 거의 3배 증가했지만, 비공식 부문 규모 추정치는 6,300억 달러에 가깝다. 그 후, 2000년 1인당 GDP는 1인당 1400달러에서 2012년에는 약 2,800달러로 2배 증가했다(비공식 부문 포함 시 1인당 GDP는 약 3,900달러를 상회하는 것으로 추산됨). (인구는 2000년 1억 2천만 명에서 2010년 1억 6천만 명으로 증가했다.) 이 수치는 2014년 4월 경제 기준 재설정에 따라 측정지표를 재계산할 때 최대 80%(%) 상향 조정될 예정이었다.
비록 석유 수입이 주 수입의 2/3를 기여했지만, 석유는 GDP에 9%밖에 기여하지 못하고 있다. 나이지리아는 세계 석유 공급의 약 2.7%만을 생산하고 있다. 석유 부문도 중요하지만, 정부 수입은 여전히 이 부문에 많이 의존하고 있기 때문에 석유 부문은 국가 전체 경제의 작은 부분으로 남아있다.
대부분 생계형 농업 부문은 급속한 인구 증가를 따라잡지 못했고 한때 식량 수출국이었던 나이지리아는 기계화가 식품 제조업과 수출의 부활과 식량 자급률로의 움직임으로 이어졌지만 지금은 식품 일부를 수입하고 있다. 2006년 나이지리아는 파리 클럽과 약 120억 달러의 현금 지불로 빚의 대부분을 돌려받기로 합의했다.
2011년 2월에 발표된 시티그룹 보고서에 따르면 나이지리아는 2010년에서 2050년 사이에 세계에서 평균 GDP 성장률이 가장 높을 것이다. 나이지리아는 11개 글로벌 성장 발전국 중 아프리카 출신 2개국 중 하나다.

## 개요
2014년 나이지리아는 국내총생산(GDP)에 빠르게 성장하는 기여자(예: 통신, 은행 및 영화 산업)를 설명하기 위해 경제 분석을 변경했다.
2005년 나이지리아는 파리 클럽의 대출국들과 쌍방의 대외 부채를 모두 없애기로 합의했다. 이 협정에 따르면, 대출기관들은 부채의 대부분을 탕감해주며 나이지리아는 나머지 에너지 수입의 일부를 갚을 것이다. 또한 인적 자본은 2004년 유엔 개발 지수에서 151개국에 해당하는 저개발 국가이고 비에너지 관련 인프라는 불충분하다.
2003년부터 2007년까지 나이지리아는 국가 경제력 강화 전략(NEEDS)라고 불리는 경제 개혁 프로그램을 시행하려고 했다. NEEDS의 목적은 거시경제 안정성, 규제완화, 자유화, 민영화, 투명성, 그리고 책임을 포함한 다양한 개혁을 통해 국가의 생활수준을 높이는 것이었다.
NEEDS는 가정용 및 관개용 담수 부족, 신뢰할 수 없는 전원 공급, 인프라 붕괴, 민간 기업에 대한 방해 및 부패와 같은 기본적인 결함을 다루었다. NEEDS는 700만 개의 새로운 일자리를 창출하고, 경제를 다변화하고, 비에너지 수출을 활성화하고, 산업 역량 활용도를 높이고, 농업 생산성을 향상시키기 위한 것이었다. 주 수준에서 관련된 이니셔티브는 국가 경제력 강화 전략(SEEDS)이다.
나이지리아 경제는 전력 부문의 계속되는 공급 위기로 고통받고 있다. 급성장하는 경제, 석탄, 석유, 가스의 세계 최대 매장량, 아프리카 최대 산유국으로서의 국가 지위에도 불구하고, 주민들은 전력 공급 문제를 자주 겪는다.
나이지리아인의 3분의 2는 향후 수십 년 안에 생활환경이 개선될 것으로 예상한다.

## 노동력
2015년 나이지리아는 7,400만 명의 노동력을 가지고 있었다. 2003년 실업률은 전체적으로 10.8%였다. 2015년까지 실업률은 6.4%였다.
1999년 이후 나이지리아 노동회의(NLC)는 국내 연료 가격 인상에 항의하기 위해 6차례 총파업을 벌였다. 그러나 2005년 3월 정부는 국민총연맹의 노조 조직 독점 행위를 종식시키는 법안을 발의했다. 2005년 12월 나이지리아 노동회의(NLC)는 연방 근로자의 최저 임금 인상을 위해 로비 활동을 벌였다. 6년 전에 도입되었지만 그 이후로 조정되지 않았던 기존의 최저임금은 인플레로 인해 미화 42.80달러로 삭감되었다.
국제이주기구에 따르면 나이지리아에 거주하는 이민자의 수는 1991년 477,135명에서 2005년 971,450명으로 최근 수십 년간 두 배 이상 증가했다. 나이지리아 이민자(74%)는 이웃 국가인 서아프리카 경제 공동체(ECOWAS) 출신이며, 이 숫자는 2001년 63%에서 2005년 97%로 지난 10년간 상당히 증가했다.
정부는 높은 출산율 때문에 높은 이자율을 지불해야 하고, 아이들은 많고 저축은 적다.

### 인적자본
인간 개발 지수는 2012년 나이지리아가 187개국 중 0.459로 156위에 올랐다는 것을 보여준다. 2015년 기준 나이지리아 HDI는 0.514로 152위다. 사하라 이남 아프리카의 비교 값은 0.475, 미국은 0.910, 세계 평균은 0.694이다.
미국의 평균 0.939에 비해 교육지수의 값은 0.457이다. 나이지리아의 예상 교육 연도는 9.0년(미국 16.00년)이며, 25년 이상 성인의 평균 교육 연도는 5.2년(미국 12.4년)이다. 또한 나이지리아는 상대적으로 높은 불평등에 직면하고 있으며, 인적 자본 형성에 관한 문제를 악화시키고 있다.

## 정부 정책

### 인플레이션
2001년 공공부문 재정정책이 고도로 확장됨에 따라, 정부는 높은 인플레이션을 막기 위한 방법을 모색했고, 나이지리아 중앙은행(CBN)에 의한 보다 강력한 통화정책의 시행과 예산보다 적은 금액의 지출로 이어졌다. CBN의 노력으로, 나이라의 공식 환율은 달러 대비 112 나이라로 안정되었다. 나이라의 가치를 떠받치려는 CBN의 노력과 정부 지출로 인한 과잉 유동성의 결합으로 인해 통화는 평행(비공식) 시장에서 약 20% 할인되었다.
대기협정의 주요 조건은 공식 환율과 병렬 시장 환율 간의 격차를 좁히는 것이었다. 은행간 외환시장은 공식 금리와 밀접한 관련이 있다. IFEM 하에서 은행, 석유 회사 및 CBN은 정부의 영향을 받는 환율로 환율을 사고 팔 수 있다. 그러나 대부분의 비공식 경제는 평행시장을 통해서만 외환에 접근할 수 있다. 기업들은 민간 은행에 국내 계좌를 보유할 수 있고, 계좌 소유자들은 그 자금을 제한 없이 사용할 수 있다.
정부지출 확대는 소비자물가에 대한 상승압박으로 이어졌다. 2000년 4월에 거의 사라졌던 인플레이션은 연말까지 14.5%, 2001년 8월에는 18.7%에 달했다. 2000년에 고유가로 인해 정부 수입은 160억 달러가 넘었는데, 이는 1999년의 약 두 배였다. 주정부와 지방정부는 이 "풍수" 수입에 대한 접근을 요구했고, 지출을 통제하고자 하는 연방정부와 증액예산을 원하는 주정부 사이에 줄다리기를 일으켜, 정부가 유가 하락에 대한 대비책을 마련하는 것을 막았다.
2016년 나이라의 암시장 환율은 공시 환율보다 약 60% 높았다. 중앙은행은 매주 약 2억 달러를 공식 환율로 방출한다. 하지만 일부 기업들은 중앙은행 관계자들에게 돈을 받기 위해 지불하는 30%의 "보험료"를 예산에 포함시켰다고 말한다.

### 점진적 개혁
올루세군 오바산조 정부는 민간 주도의 "시장 지향적인" 경제성장을 지원했고 광범위한 경제 개혁 노력을 시작했다. 정부의 반부패 운동은 미흡했지만 경제 의사결정에 투명성과 책임감을 불어넣는 데는 진전이 있었다. 1999년 예산에서 공식적으로 폐지된 이중 환율제도는 여전히 유효하다.
2000년 동안 정부의 민영화 프로그램은 국영 은행, 연료 유통 회사, 시멘트 공장의 민간 부문으로의 성공적인 이직과 함께 삶의 징후와 진정한 가능성을 보여주었다. 하지만 정부가 국영 전화 회사인 NITEL과 나이지리아 항공과 같은 주요 국가들과 맞서면서 민영화 과정은 다소 느려졌다. 2001년 1월 GSM 통신 라이선스의 성공적인 경매는 이 중요한 분야에 대한 투자를 장려하였다.
비록 정부가 석유 가격 하류에 대한 규제완화에 대한 열망으로 지금까지 궁지에 몰렸지만 2000년에 거의 마비된 국영 정유회사들은 훨씬 더 많은 생산능력을 발휘하고 있다. 2001년 8월까지 휘발유 라인은 전국 대부분 지역에서 사라졌다. 정부는 특히 나이지리아 노동회의의 상당한 내부 반대에도 불구하고 여전히 규제 완화를 추구할 계획이다. 시장의 수요를 충족시키기 위해 정부는 보조 가격으로 판매하기 위해 휘발유를 수입하는 큰 손실을 초래한다.

## 대외 경제 관계
나이지리아의 대외경제관계는 석유와 천연가스를 세계경제에 공급하는 역할 중심으로 돌아가고 있는데 이는 비록 수출 다변화와 서아프리카 경제 공동체(ECOWAS)가 추구하는 잠재적 관세동맹에 맞춰 관세를 조화시키고 외국인 포트폴리오 유입과 직접투자를 장려하기 위함이다. 2005년 10월 나이지리아는 ECOWAS 공통 외부 관세를 시행하여 관세 부과대수를 줄였다.
이 개정 이전에, 관세는 석유 수출 다음으로 나이지리아에서 두 번째로 큰 수입원이 되었다. 2005년 나이지리아는 파리 클럽과 계약서와 매입을 통해 양국 부채를 없애기로 합의함으로써 중대한 돌파구를 이루었다. 나이지리아는 1971년 7월에 석유 수출국 기구에 가입했고 1995년 1월에 세계무역기구에 가입했다.
재생 에너지로의 세계적 전환이 완료되고 나이지리아의 석유 자원에 대한 국제적인 수요가 중단된다면 나이지리아는 상당히 약해질 것이다. 에너지 전환 후 지정학적 손익지수에서 156개국 중 149개국이다.

### 대외 무역

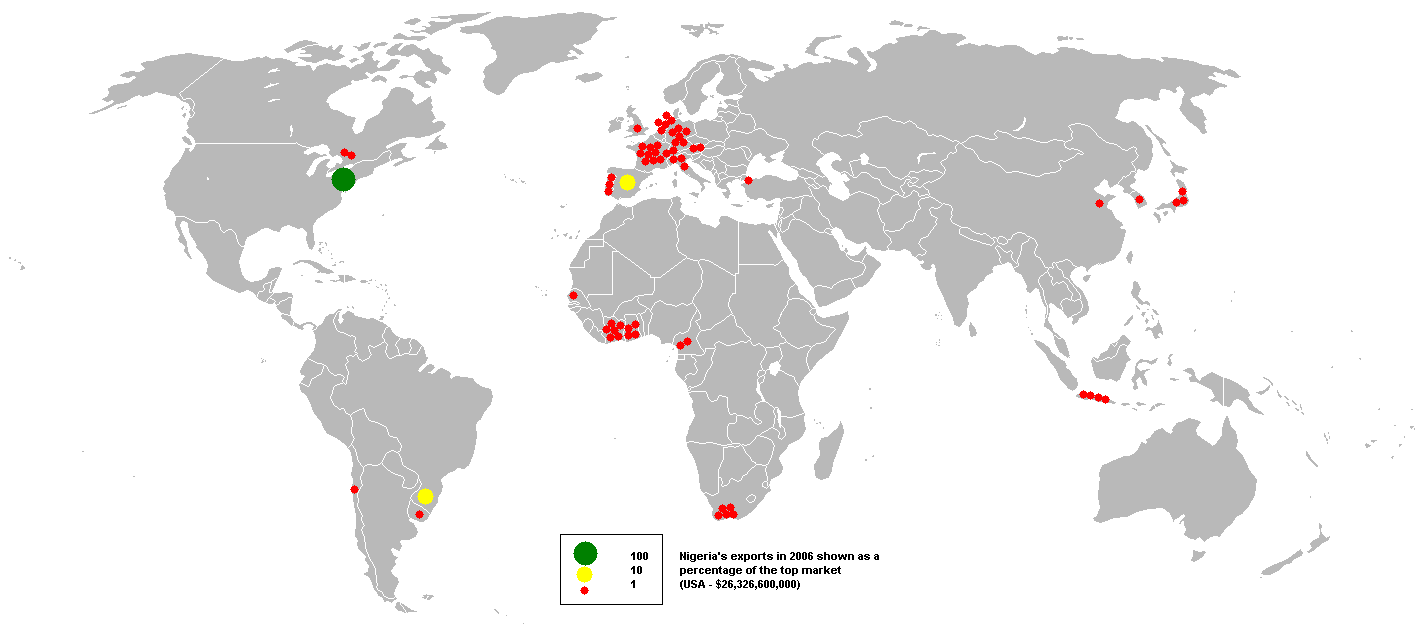
2006년 나이지리아의 수출

2017년 나이지리아는 약 342억 달러의 상품을 수입했다. 2017년 주요 수입처는 중국(28%), 벨기에-룩셈부르크(8.9%), 네덜란드(8.3%), 대한민국(6.4%), 미국(6.0%), 인도(4.6%)였다. 주요 수입품은 제조 상품, 기계 및 운송 장비, 화학 물질, 식품 및 살아있는 동물이었다.
2017년 나이지리아는 약 466억 8천만 달러의 상품을 수출했다. 2017년 주요 수출국은 인도(18%), 미국(14%), 스페인(9.7%), 프랑스(6.0%), 네덜란드(4.9%)였다. 2017년 석유는 상품 수출의 83%를 차지했다. 천연고무와 코코아는 그 나라의 주요 농산물 수출품이다.

### 대외채무
2012년 나이지리아의 대외채무는 59억 달러, 국내 부채는 5조 6천억 달러로 추산되며 총 부채는 440억 달러에 달했다.
2006년 4월, 나이지리아는 파리 클럽에게 진 빚을 완전히 갚은 최초의 아프리카 국가가 되었다. 이것은 약 180억 달러의 부채 탕감과 약 120억 달러의 현금 상환으로 구성되었다.

## 같이 보기
- 유엔 아프리카 경제 위원회